# Курту, Мануэл
Мануэл Жозе да Луз Коррея Курту (порт. Manuel José da Luz Correia Curto; 9 июля 1986, Торриш-Ведраш, Португалия) — португальский футболист, полузащитник.

## Биография
Мануэл Курту начал играть в футбол в восьмилетнем возрасте в родном городе Торриш-Ведраше. В 11-летнем возрасте был привлечён к обучению в структуре знаменитой «Бенфики» из Лиссабона, где занимался в течение 7 лет. И даже привлекался в юношескую сборную.
Карьеру профессионального игрока начинал в низших лигах Португалии. Лишь в сезоне 2008/09 года впервые был заявлен в сегунде в составе «Эшторил-Прая». За два сезона Мануэль провёл 36 матчей, забив 2 гола. В сезоне 2010/11 его командой стал клуб «Навал», выступающий в примере, но занявшей последнее место и вылетевшей в сегунду. В сезоне 2011/12 Мануэль выступал за клуб «Униан Лейрия», выступающий в примере. Но и этот клуб занял последнее место и вылетел в сегунду.
С 2013 году Мануэл Курту выступает за клуб из Тараза, выступающий в чемпионате Казахстана. В первом же матче Мануэль отметился двумя голами.
13 января 2014 года заключил контракт с польским клубом «Заглембе» из Любина.